# Soesja Citroen

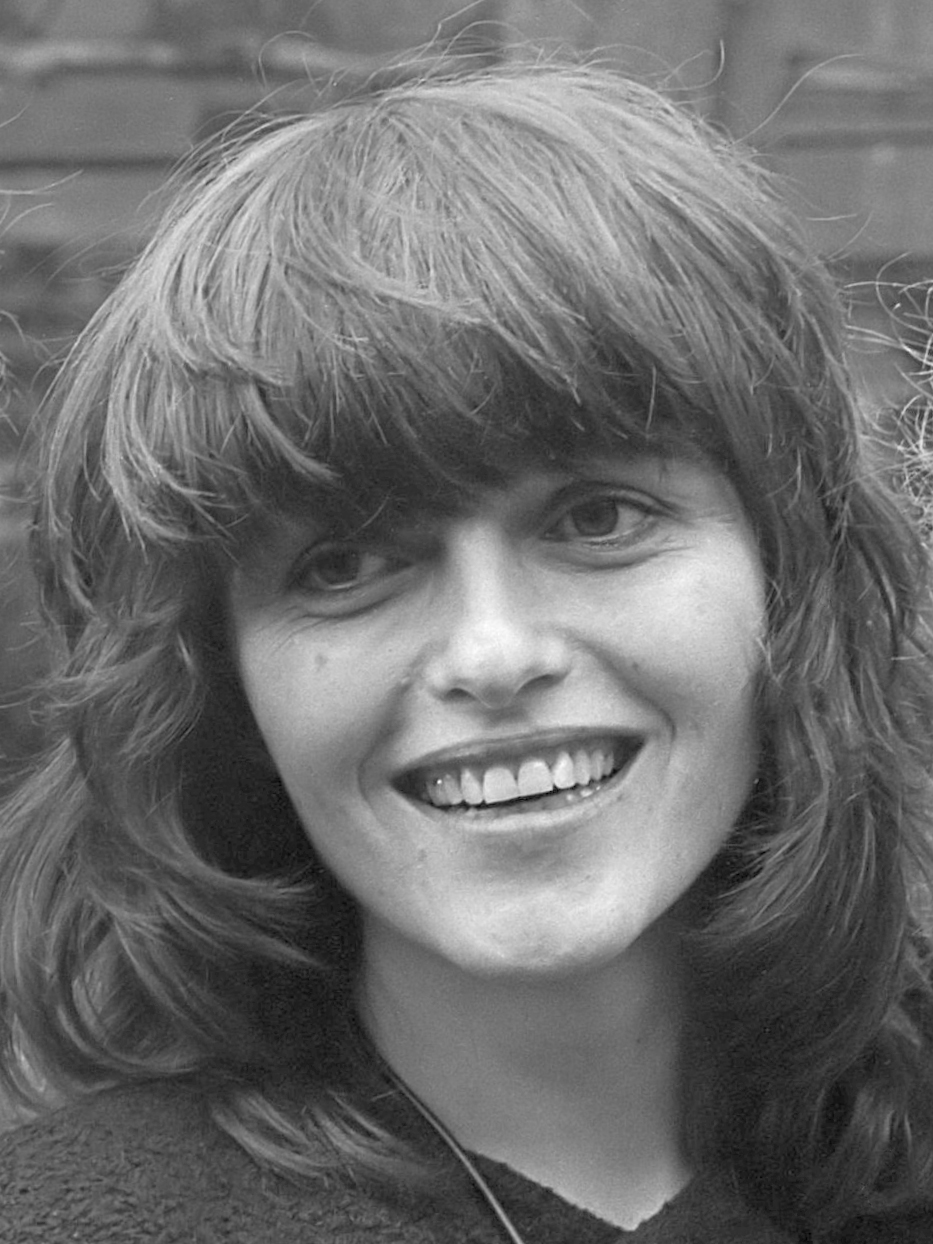
Soesja Citroen (1982)

Soesja Citroen (* 25. September 1948 in Den Haag) ist eine niederländische Jazz-Sängerin und Komponistin und Autorin.

## Werdegang
Citroens Vater war Komponist, die Mutter Agnes Jama (1911–1993) war Pianistin und Komponistin. Citroen, die Klavierunterricht bei ihrer Mutter hatte, trat als Jugendliche mit Pop- und Dixielandbands auf. Sie studierte zunächst in Amsterdam  Psychologie und arbeitete auch einige Jahre in diesem Beruf in einer Kultureinrichtung. Daneben nahm sie aber auch Klavier- und Gesangsstunden. 1979 holte sie der Komponist und Pianist Nedly Elstak in seine GruppeSeven Singers and a Horn. Im selben Jahr begann sie als Jazz-Sängerin mit eigenem Sextett zu arbeiten, in der auch Willem Breuker spielte. 1981 debütierte sie auf dem North Sea Jazz Festival. Sie spielte u. a. mit Cees Slinger, Nico Bunink, Michael Moore und (auf zwei Alben) mit dem Metropole Orkest. Auf vielen ihrer CDs singt sie eigene Kompositionen (z. B. in „Song for Ma“), nachdem sie schon vorher z. B. in „Soesja Citroen Sings Thelonious Monk“ eigene Texte verfasste. Neben Tourneen in Europa trat sie auch in den USA (1993 Waldorf Astoria in New York) und Indonesien auf. Für „Soesja Sings Citroen“ wurde sie 2002 für den niederländischen Edison nominiert.
Seit 1980 wohnt sie in Gouda.

## Publikation über Stolpersteine
Soesjas Großvater Hartog Citroen wurde am 3. September 1944 mit dem letzten Zug aus dem Durchgangslager Westerbork deportiert. Er überlebte seine Gefangenschaft im KZ Auschwitz. 1997 besuchte Soesja Citroen mit ihrer Familie Auschwitz. In der Folge engagierte sie sich für die Verlegung von Stolpersteinen in Gouda. 2018 publizierte sie das Buch Hier woonden - Stolpersteine Gouda mit 64 Berichten über Stolpersteine in Gouda; der Umschlag zeigt eine Zeichnung des Zeichners und Holocaustopfers Leo Kok. Im Juni 2020 wurde sie zur Ehrenbürgerin der Stadt ernannt.

## Diskografische Hinweise
- To Build (1980) (mit Eleonore Pameijer, Willem Breuker, Nedly Elstak, Arjen Gorter, Martin van Duynhoven)
- Soesja Citroen Sings Thelonious Monk (1983, mit Cees Smal, Ferdinand Povel, Ruud Brink, Herman Schoonderwalt, Jacques Schols, Cees Slinger, Peter Ypma, Cees Kranenburg)
- Here and Now (Challenge, 1994, mit Jarmo Hoogendijk, Cees Slinger, Jan Voogd, Arnoud Gerritse)
- Songs for Lovers and Losers (Challenge, 1996, mit Ack van Rooyen, Louis van Dijk, Hein van de Geyn)
- Song for Ma (Challenge, 1998) (mit Michael Moore, Berend van den Berg, Joep Lumeij, Joost Kesselaar)
- Soesja Sings Citroen (2001)
- Don't Cry Baby (Challenge, 2005) mit Berend van den Berg (Klavier), Ruud Ouwehand (Bass)